# غارتين (قلعة خواجة)
غارتين (بالفارسية: گرتین) هي منطقة سكنية تقع في إيران في قسم قلعة خواجة الريفي.